# Petko Voyvoda
 (mai 2024).
La mise en forme du texte ne suit pas les recommandations de Wikipédia : il faut le « wikifier ».
Les points d'amélioration suivants sont les cas les plus fréquents. Le détail des points à revoir est peut-être précisé sur la page de discussion.
- Les titres sont pré-formatés par le logiciel. Ils ne sont ni en capitales, ni en gras.
- Le texte ne doit pas être écrit en capitales (les noms de famille non plus), ni en gras, ni en italique, ni en « petit »…
- Le gras n'est utilisé que pour surligner le titre de l'article dans l'introduction, une seule fois.
- L'italique est rarement utilisé : mots en langue étrangère, titres d'œuvres, noms de bateaux, etc.
- Les citations ne sont pas en italique mais en corps de texte normal. Elles sont entourées par des guillemets français : « et ».
- Les listes à puces sont à éviter, des paragraphes rédigés étant largement préférés. Les tableaux sont à réserver à la présentation de données structurées (résultats, etc.).
- Les appels de note de bas de page (petits chiffres en exposant, introduits par l'outil «  Source ») sont à placer entre la fin de phrase et le point final[comme ça].
- Les liens internes (vers d'autres articles de Wikipédia) sont à choisir avec parcimonie. Créez des liens vers des articles approfondissant le sujet. Les termes génériques sans rapport avec le sujet sont à éviter, ainsi que les répétitions de liens vers un même terme.
- Les liens externes sont à placer uniquement dans une section « Liens externes », à la fin de l'article. Ces liens sont à choisir avec parcimonie suivant les règles définies. Si un lien sert de source à l'article, son insertion dans le texte est à faire par les notes de bas de page.
- La présentation des références doit suivre les conventions bibliographiques. Il est recommandé d'utiliser les modèles {{Ouvrage}}, {{Chapitre}}, {{Article}}, {{Lien web}} et/ou {{Bibliographie}}. Le mode d'édition visuel peut mettre en forme automatiquement les références.
- Insérer une infobox (cadre d'informations à droite) n'est pas obligatoire pour parachever la mise en page.

Pour une aide détaillée, merci de consulter Aide:Wikification.
Si vous pensez que ces points ont été résolus, vous pouvez retirer ce bandeau et améliorer la mise en forme d'un autre article.
 (mai 2024).

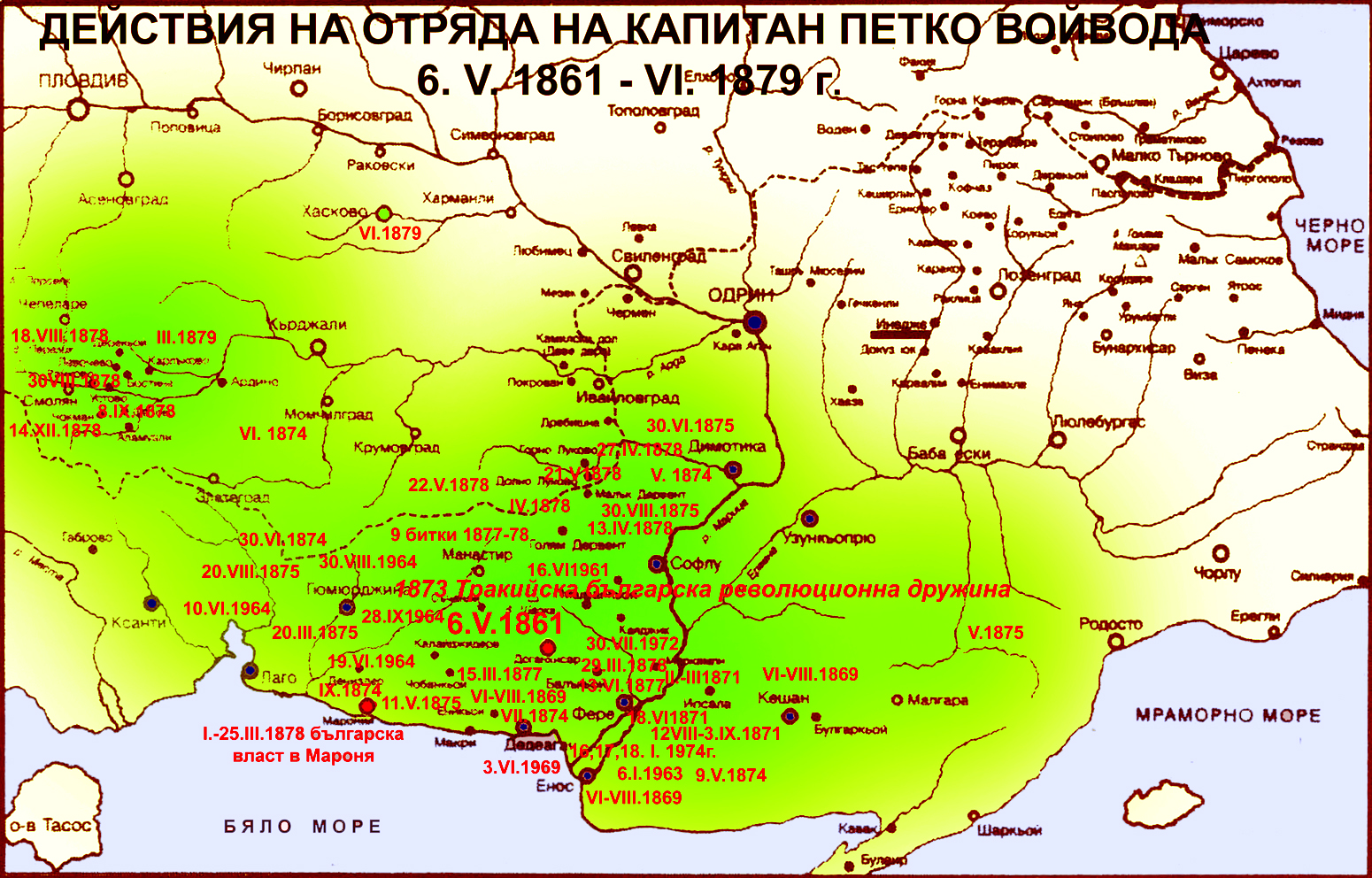
Zone d'action de l'«escouade révolutionnaire thrace bulgare» du capitaine Petko voyvoda en mer Égée et dans les Rhodopes (1861-1879)

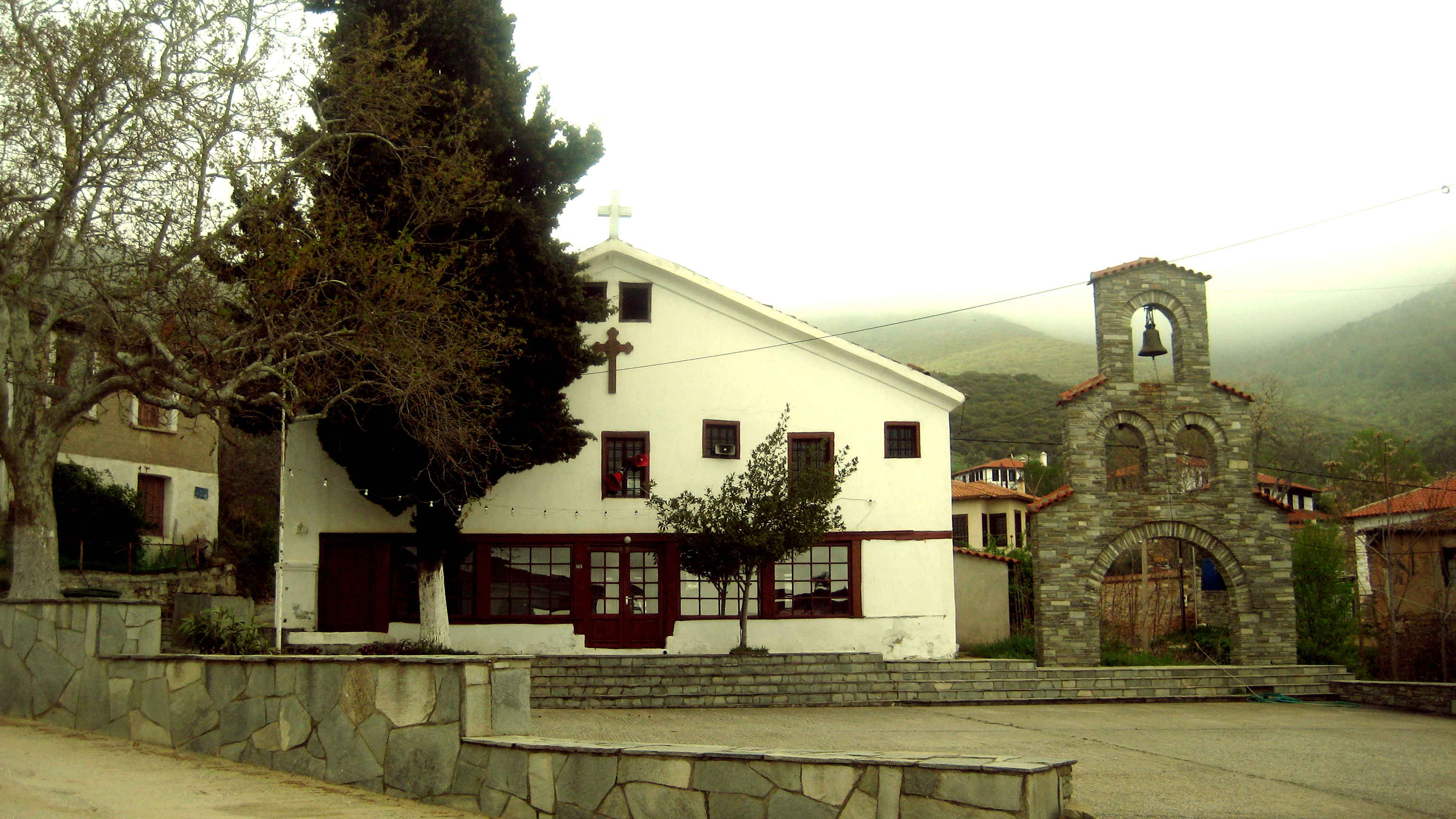
L'église Saint-Jean de Maronya, aujourd'hui en Thrace grecque, où priait le capitaine Petko Voyvoda.

Petko Kiryakov Petkov (en bulgare : Петко Киряков Петков), plus connu comme capitaine Petko voyvoda (Petko le voïvode), est un haydouk et révolutionnaire bulgare, qui a consacré sa vie à la libération des Bulgares de Thrace méridionale et à leur unification avec la Bulgarie. Défenseur des Rhodopes, il a lutté pour la liberté des opprimés de  l’Empire ottoman.

## Biographie

### Jeunesse
Petko Kiryakov Petkov est né le 18 décembre (6 décembre selon le calendrier julien) 1844 dans le village bulgare de Doganhissar (aujourd'hui Esými en Grèce), situé à 26 kilomètres de Dedeagach (aujourd'hui Alexandroúpoli), en Thrace égée. Il est le fils de Kiryak Petkov et de Gruda Kokalicheva, originaire du village voisin, Takhtajik. Dans son village natal, sous la direction du maître d'école Lefter, Petko a appris à lire et à écrire en bulgare avec des lettres grecques. Il a 8 frères et sœurs. Après que les Turcs eurent tué son frère Mathieu et son cousin Valcho, le 6 mai (fête de la Saint-Georges) 1861, il effectua une descente en tant que chef d'une bande de haydouks dans la forêt pour se venger. Très vite, sa bande, composée de 7 garçons, liquident les meurtriers de Mathieu et Valcho, notamment le principal coupable, le fermier Mehmed Kesedji Bey, du village de Bakhshibey. Le 16 juin, près dudit village, ils battirent le bataillon de la police turque, dirigé par un karagalar connu dans la région pour sa cruauté, tuant 2 personnes et blessant grièvement plusieurs autres Turcs. Après deux autres batailles réussies contre la police turque au mois d'août, il devient, à seulement 16 ans, avec sa bande, légendaire dans toute la Bulgarie.
Le 6 janvier 1863, un détachement de 130 zaptiés et bachi-bouzouks découvrit et encercla les neuf hors-la-loi près du village d'Isyoren. Deux d'entre eux sont tués et le voïvode (Grand Petko), Petko Radev (Petit Petko), Komnyo Stoyanov de Doganhisar et Stoil Atanasov d'Isjoren sont blessés, capturés par les Turcs et emprisonnés à Gelibol. Ils organisèrent une évasion, mais furent capturés et transférés à Thessalonique dans la prison « Kanlakule » (Tour Sanglante), connue aujourd'hui sous le nom de Tour Blanche. Après avoir résisté aux inquisitions et tout nié, les Turcs décidèrent de les transférer à Dráma. En chemin, les haydouks s'enivrent de la zaptié (police turque) et parviennent à se libérer, mais bientôt ils se font rattraper dans une embuscade et sont tous capturés, sauf Petko, qui réussit à s'enfuir.
En 1864, sa nouvelle bande enchaîna les batailles. Le 10 juin, il combattit près de l'ancienne forteresse Momchilova de Burugrad ainsi que du lac Burugyol, près de Skecha. Neuf jours plus tard, dans la montagne Sarakaya, près de Marónia, l'équipe de Petko a non seulement semé et repoussé les poursuivants turcs, mais les a également poursuivis. Vali Pacha, d'Edirne, très perturbé, envoie contre la bande de Petko le chevalier Osman aga, d'Edirne, avec sa troupe, qui a reçu son rang de binbashi pour sa victoire contre le voïvode Angel. Bien qu'ils soient 20 fois plus nombreux que la bande de haydouks en termes d'effectifs, Osman a été battu et humilié par Petko, et le Pacha l'a fait jeter en prison. Des batailles victorieuses avec les Turcs ont suivi dans les montagnes de Karlak et Shapkana, à proximité de Gyumurjina, les 30 août et 28 septembre.

### Participation à l'unification de l'Italie et au soulèvement crétois (1866 – 1869)
À l'automne 1864, le voïvode bulgare, recruté par les Grecs pour lutter contre l'Empire ottoman, quitte sa Thrace natale et arrive à Athènes, où il devient étudiant à l'école militaire. Il entreprend ensuite une tournée de propagande révolutionnaire en Macédoine, après quoi il part pour l'Italie. Au début de l'année 1866, il rencontre Giuseppe Garibaldi et séjourne chez lui. C'est alors qu'ils créent tous deux la célèbre «escouade Garibaldi», composée de 220 Italiens et 67 Bulgares, qui participera à l'insurrection crétoise. À son arrivée sur l'île de Crète, le révolutionnaire bulgare s'est vu confier une mission avec un petit détachement indépendant pour opérer dans la région du mont Shilik. Ici, Petko fait à nouveau ses preuves et se montre comme un leader courageux et obtient le titre de «Capitaine». Après la répression du soulèvement, il quitta l'île sans capituler face aux Turcs. Il parcourt ensuite la Méditerranée, et passe quelques années à Alexandrie, Marseille ou encore en Italie. Il s'installe quelque temps à Athènes, d'où il lance un appel à ses compatriotes pour la libération de tous les bulgares opprimés vivants dans les territoires encore sous contrôle ottoman.

### Retour en Bulgarie

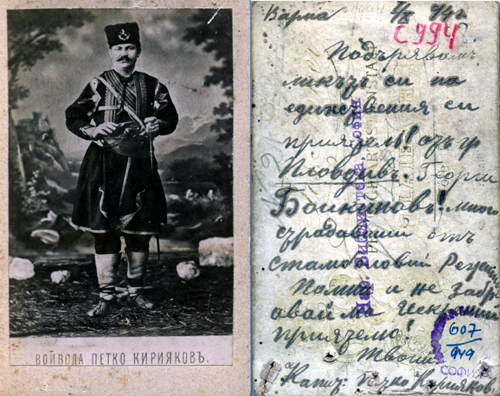
Photo de Petko voyvoda, présentée par lui à Georgi Boykinov

Le 12 mai 1869, le capitaine Petko rassembla ses troupes et prit le bateau depuis Athènes jusqu'à la côte bulgare de la mer Blanche. En chemin, déguisés en nizams, ils «inspectèrent» la garnison turque dans la forteresse de Syr sur l'île de Mytiline, pour récolter des informations, avant d'arriver sains et saufs à Enos, à l'embouchure de la rivière Maritsa, le 3 juin 1869. Au cours de l'été 1869, la troupe s'engagea à cinq reprises dans des combats avec la gendarmerie turque dans les environs de Dedeagach, Enos et de la kaaza de Keshan et réussit de nouveau à repousser les forces turques.
Après une tentative d'assassinat de Petko par des bachi-bouzouks circassiens du village de Koyushepe, ordonnée par le puissant seigneur local, le fermier Hak Bey, en février 1871, Petko et sa troupe de haydouks attaquèrent et incendièrent le village, tuant tous les hommes circassiens, et les femmes et les enfants furent chassés. Environ un mois plus tard, la troupe combattit contre les Turcs près du même village, puis le 18 juin, à proximité du village circassien voisin d'Akhodja, et le 12 août dans la forêt de Kurudag contre de nombreux bachi-bouzouks et nizams. À cette bataille, ils se sont battus avec acharnement pendant 22 jours et ont réussi à s'échapper, causant d'importantes pertes aux Turcs, avec un total de 30 gendarmes et 1 yuzbashiya tué, contre 1 mort et une blessure (sur la jambe de Petko) du côté des haydouks. Après un nouvel échec, le kaymakam Tahir Bey, d'Enos, entame des répressions contre la population chrétienne (méthode assez lâche souvent utilisée par les ottomans pour faire pression). À l'automne 1871, ces répressions devinrent particulièrement féroces, au point que le Petko lui-même, déguisé en hadji, aille se faufiler vers Tahir Bey et «le ramène à la raison», mettant ainsi fin aux massacres de chrétiens.
En 1872, le Valya d'Odrin envoya contre la troupe le militaire Arap Hassan, qui fut vite capturé par les haydouks de Petko. Ce dernier propose de lui laisser la vie sauve contre la libération de tous ceux qui étaient détenus dans les prisons ottomanes car accusés d'être ses assistants ou amis. Le pacha d'Edirne, seulement vingt-quatre heures plus tard, les libéra tous de la prison de la ville, et le 30 juillet, le kaymakam de Fere, Mustafa Susam, dans sa lettre à Petko, le reconnut comme un «dirigeant autonome», et lui paya une «taxe» de 6 000 livres-or turques. C'est la capitulation de facto du Valya d'Edirne. La troupe est structurée avec sa propre unité de combat : les "chetniks", unité de combat, les "jataki", au renseignement, et les "espions" à la comptabilité. Elle est en fait devenue une véritable unité militaire insurgée en Thrace occidentale.
En 1873, la troupe se renomme le «Premier régiment bulgare des Rhodopes», avec un statut (à partir du 23 avril) et un sceau avec l'inscription «escouade R. Bulg. de Thrace» (escouade Révolutionnaire Bulgare de Thrace).

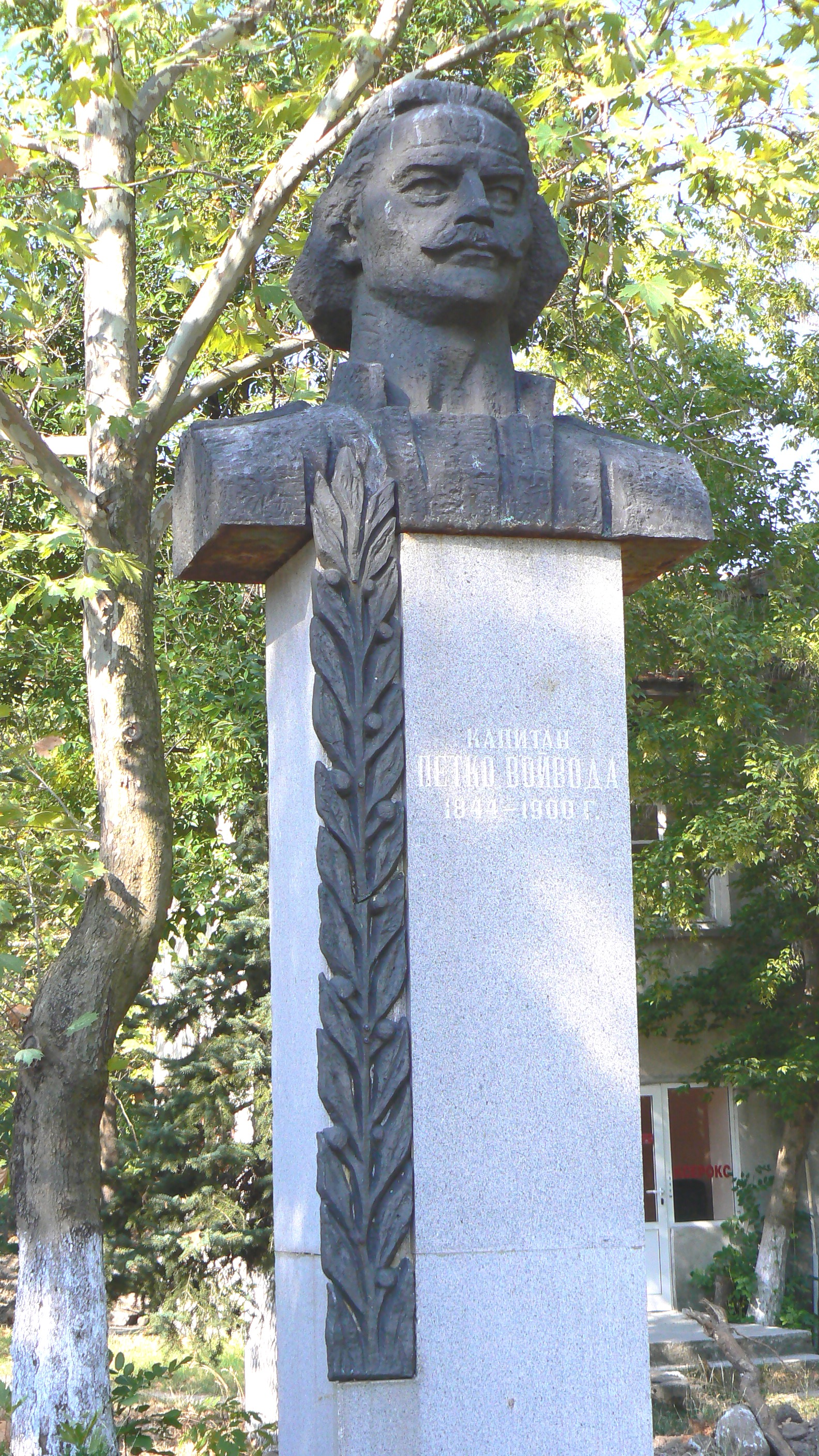
Le mémorial de Petko voyvoda à Momchilgrad

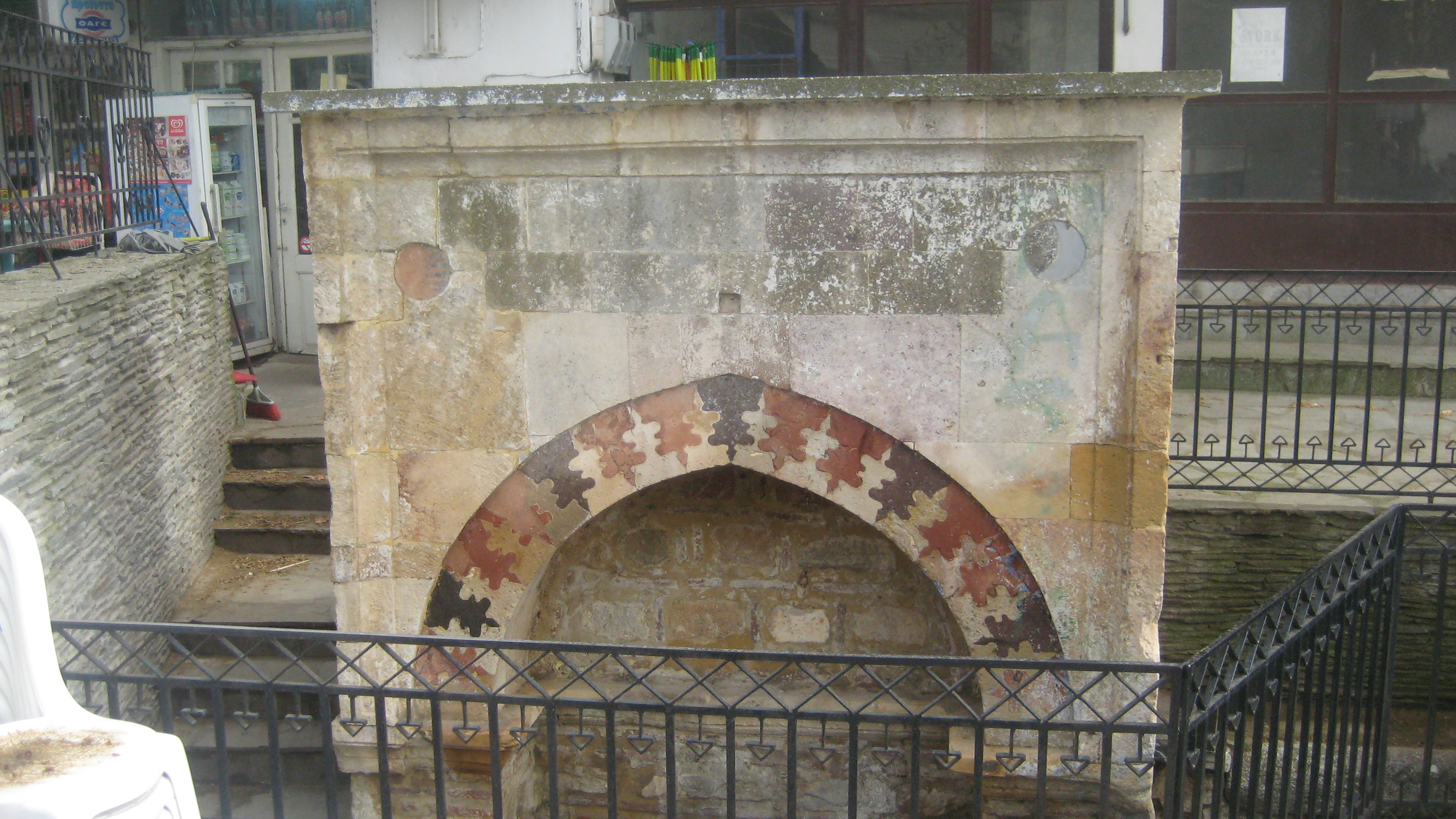
La fontaine du capitaine Petko voyvoda à Maronya, en Thrace occidentale

En 1874, les 16, 17 et 18 janvier, puis le 22 février au mont Chandŭrda, près d'Enos, le capitaine Petko, avec seulement 15 de ses hommes, repoussa 120 Turcs. Dans la première moitié de 1874, sont ajoutées des unités militaires en plus des chasseurs zaptiés des karagalars. En mai, la troupe de Petko, qui marchait en moyenne 30 kilomètres par jour, combattit contre tout un camp de troupes turques à Dimotika, puis contre des bachi-bouzouks dans les environs de Kŭrdjali, et enfin de nouveau contre les troupes régulières le 30 juin à Gyumyurdzhina.
Quelques jours plus tard, une attaque a lieu contre la gare de Dedeagach à cause des brimades exercées par le chef de chantier allemand Humbert sur ses ouvriers. Humbert est condamné à une amende de 450 lires-or et met docilement fin à ses outrages. Cela remet debout Constantinople, et le Valya d'Odrin mène en personnes une troupe de 2 000 baïonnettes, plus tous les bachi-bouzouks et tous les kaimakams du vilayet contre le détachement de Petko, mais il échoue complètement. Fou de rage, il offre 5000 lires-or de récompense pour la tête du voïvode, harcèle les villages chrétiens de la région et brûle la forêt de Sheynarkoussoussou jusqu'au village natal de Petko, Doganhisar. À l'automne, l'escouade se retire à Maronia et Petko est presque victime d'un complot visant à l'empoisonner, par l'intermédiaire du prêteur grec local Kalŭn Toma "le gros", un protégé d'Ali Pacha de Constantinople.
En 1875, le premier combat avec les troupes turques a lieu le 20 mars, sur le mont Saint-Georges, près de Gyumyurdzhina. De nombreux combats contre la police et l'armée turque suivirent le 9 mai dans la montagne de Chataltep, près d'Enos, le 30 juin à Bourgasdéré, près de  Dimotika, le 20 août à la corée d'Imaret, près de Gyumyurdzhina, et dix jours plus tard à Karabunar, près de Dimotika, où le capitaine Petko, avec 30 hommes, mène un combat contre 500 Circassiens, tuant 30 d'entre eux ainsi que leurs yuzbashiyas. Les pertes du côté des haïdouks sont bien moindres: trois morts et cinq blessés, dont Petko, qui est blessé au bras. Puis, au village de Kadiköi, Djaffer Aga attaque le groupe. Sur autorisation de Toma, l'empoisonneur, 600 soldats de Maronia, affectés à sa protection contre la troupe de Petko, arrivent en renfort. Les haïdouks battirent Djaffer Aga, puis entrèrent dans Maronia le 11 mai, arrêtèrent Kalŭn Toma, firent 8 prisonniers, dont deux zaptiés et un usurier, brûlèrent ses livres d'intérêt, distribuèrent tout ses biens aux pauvres de la ville et repartirent en fête, avec leurs prisonniers. L'armée turque les suivit sans avoir le courage de se battre. Petko entama des négociations pour échanger ses prisonniers contre la libération de quatre de ses amis de Chypre: ses amis ont été libérés et quatre de ses prisonniers ont été relâchés. Les ottomans refusant la libération d'autres anciens haïdouks de la bande à Petko, ce dernier fait exécuter l'usurier et les deux zaptiés. En 1876, en raison des atrocités turques qui se sont déroulées lors de la répression de l'Insurrection d'avril et de l'activité diplomatique qui a suivi, l'escouade de Petko ne prend pas de mesures actives pour ne pas exposer les Bulgares de Thrace occidentale à un grave danger.

### Guerre russo-turque (1877-1878)
En 1877, dans la montagne de Chobandag, dans la région de Dedeagach, le 15 mars, eut lieu la première bataille de la guerre entre le groupe rebelle et les Turcs. Le 13 juin, la veille du franchissement du Danube par les troupes russes, près du village de Pavlyoukyoupryoussou, le détachement vainquit un karagalarin de Fere. Réorganisé, le détachement, toujours dirigé par Petko, participe à la Guerre de libération russo-turque de 1877-1878. À la fin de l'année, il comptait 300 soldats et opérait activement à l'arrière de l'armée turque, désarmant des unités militaires entières et protégeant la population des attaques des «madjiris» (déserteurs et fugitifs ottomans). En moins de six mois, les rebelles ont mené neuf batailles contre la police et les unités militaires turques et ont établi leur supériorité sur elles.
Fin décembre 1877, le contingent entre à Maronia et libère la ville et ses environs du pouvoir turc. Malgré la signature du Traité de San Stefano le 3 mars 1878, stipulant que Maronia reste officiellement en territoire ottoman, le pouvoir bulgare sera maintenu dans la région par la troupe de Petko jusqu'au 23 mars.
Après une attaque de bachi-bouzouks circassiens, dirigés par les deux pachas Hassan et Yahya, Petko et ses hommes, dénoncés par le pope grec Philippe, se retirèrent de Maronia, emmenant sous leur protection une partie de ses habitants. Ils s'installèrent sur une hauteur près de Maronia et tirèrent  à plusieurs reprises sur les troupes turques, qui battirent en retraite, pensant qu'ils avaient devant eux l'armée russe. La ville est ainsi sauvée des flammes et du massacre. Au total, ce sont 72 Turcs, une dizaine d'habitants de Maronia (des femmes et des enfants) et 6 hommes de la troupe de Petko qui trouvent la mort lors de cet épisode. L'escouade est transférée à Doganhissar, le village natal de Petko, qui a été libérée par les troupes russes. Ici, les Russes leur confient la protection de la population chrétienne de Thrace occidentale et des Rhodopes contre les troupes turques, les bachi-bouzouks et les déserteurs anglais.
Le 29 mars, les hommes de Petko combattent une section de l'armée turque à Karakaya, près de Ferens. Le 13 avril, sur le mont Kitka, dans les hauteurs de Dimotika, la troupe, composée de 200 hommes, écrase 3000 "saint-clairistes" (turcs menés par Stanislas Saint-Clair), et plusieurs dizaines de turcs sont tués. Après 14 jours dans une bataille avec ces mêmes saint-clairistes, la troupe endure des pertes bien plus lourdes que d'habitude: 150 saint-clairistes sont tués ou blessés contre 19 du côté des Bulgares, dont le voïvode qui est légèrement blessé. Une autre bataille contre les bachi-bouzouks de Hidayet Pasha aura lieu dans le village de Golyam Dervent (aujourd'hui Méga Dério en Grèce), non loin de Dimotika. Ici, Petko, avec ses 400 hommes, affronte 1000 des hommes d'Hidayet Pasha. Les Bulgares affichent un bilan de 11 personnes tuées ou blessées et font 35 victimes du côté turc.
Le 21 mai, une troupe de 10 hommes, constituée de 3 haydouks, 3 Cosaques et 3 marchands armés originaires d'Odrin, commandée par Petko, défend avec succès le village de Plevun (aujourd'hui dans l'obchtina d'Ivaylovgrad) d'une attaque de bachi-bouzouks saint-clairistes. Ils en blessent 10 et en tuent 20, ainsi que leurs chefs, et après avoir évacué la population du village dans la zone russe le 22 mai, ils attaquent à 200 la troupe de bachi-bouzouks. Plusieurs seigneurs locaux admettent officiellement leur défaite, affichant des bilans désastreux d'environ 200 morts, contre quelques blessés du côté des bulgares, dont Petko, qui est à nouveau blessé à la jambe. Le 5 juillet, la troupe mène son dernier combat contre les sections de Saint-Clair à Dédeagach. Après toutes ces défaites, les saint-clairistes, dispersés et désorganisés, quittent la région et se retirent vers Kardjali, avec leur chef.
La troupe du voïvode poursuit ensuite sa mission dans les Rhodopes centrales. Durant les mois d'août et septembre 1878, elle va enchaîner les batailles contre des hordes de bachi-bouzouks, d'abord au col d'Eshekulak (aujourd'hui col de Prevala), le 18 août, ensuite au lieu-dit de "Momina voda", le 30 août, et enfin le 8 septembre à Karamandja. La compagnie du capitaine Petko, qui se bat pour la libération des Rhodopes, est alors rejointe par le celle de Kraycho voyvoda. Le 14 novembre, une foule de jeunes Bulgares enthousiastes non formés est rejetée par les bachi-bouzouks lors d'une bataille au village de Brézé, dans le lieu-dit des "cottages de Prizov".
Par la suite, le nombre de soldats de la troupe est diminué et, fin 1878, ils repoussent avec succès les bachi-bouzouks qui assiégeaient Chepelare, Shiroka laka et d'autres villages alentour. Fin décembre, une garnison russe arrive dans le Roupchos et continue le travail. L'objectif de l'armée russe est alors de maintenir la paix tout juste signée, et ne se permet pas d'escalades militaires dans la région. Cela entraînera une révolte à Odrin, et Petko sera même arrêté pour lui empêcher d'établir une stratégie. Décrits dans une édition de 1926, intitulée "Le soulèvement de 1878 de Kresna", ces événements sont considérés comme l'une des causes de l'émergence du soulèvement de Krésna-Razlog.
Jusqu'en mars 1879, le détachement du voïvode restera stationné dans les Rhodopes centrales, puis il s'installera à Haskovo pour prévenir les émeutes des voisins kardjaliens. Début juin 1879, après la stabilisation du nouveau pouvoir et dix-huit ans de lutte acharnée contre l'oppression des chrétiens des Rhodopes et de Macédoine, l'escouade fut officiellement dissoute.

### Après la Libération
Après avoir dissout son détachement, Petko par pour la Russie où il a été invité par le général Skobelev. Ce dernier le présente à l'empereur Alexandre II, qui le promeut au grade de capitaine dans l'armée russe et lui remet l'Ordre de la Croix de Saint-Georges pour bravoure, une icône, une photo de lui, ainsi qu'un domaine dans la province de Kiev, que Petko vend pour retourner en Bulgarie.
En 1880, il s'installe à Varna, où, un an plus tard, il se marie pour la deuxième fois avec Rada Kravkova, de Kazanlak, issu de la famille Kotlen, dont faisait partie le célèbre capitaine Georgi Mamarchev. Elle est également la sœur du célèbre écrivain et notable de Kazanlak Ivan Kravkov.
Le capitaine Petko aura également une grande importance pour le mouvement thrace et pour l'organisation thrace. Le 12 mai 1896, à l'initiative du capitaine Petko et d'autres patriotes bulgares de la ville, la société d'émigration thrace "Strandja" est créée, afin de protéger la population bulgare restée aux frontières de la Turquie. Cela marqua la naissance de l'organisation de libération des réfugiés bulgares de Thrace. Aujourd'hui, cette organisation porte son nom. Petko voyvoda fait également partie des fondateurs du Parti démocrate de Varna,.
En 1891, Petko fut calomnié pour une tentative d'assassinat contre le Premier ministre Stefan Stambolov. Son fils issu de son premier mariage, que la nouvelle famille de Petko avait gentillement accepté chez eux à Varna, fut exilé et les propriétés qu'il avait acheté avec l'argent de son père lui furent confisquées. Lors d'une perquisition à leur domicile, le maire Spas Tourchev a également confisqué les économies du voïvode, qui comprenaient 110 actions d'une valeur de 44 000 leva-or aisni que d'autres titres d'une valeur d'environ 16 000 leva-or, acquis lors de la vente du domaine de Kiev, que le capitaine avait gardé pour se garantir une belle vie durant ses vieux jours. Il fut jeté en prison le 27 juillet 1892 et fut torturé pendant cinquante jours, dans la forteresse d'Ichkale (appelée aussi Barutkhane), à Varna, après quoi il fut interné à Tryavna. Après la chute de Stambolov le 18 mai 1894, il retourne à Varna.
Début juin 1895, Petko et Georgi Khristov Malamata arrivèrent à Stanimaka, envoyés par le Grand Comité odrino-macédonien, pour recruter des volontaires dans leurs troupes. Dans la ville est donc formé le détachement de Plovdiv-Stanimaka, qui, sous le commandement de Malamata, participera à l'effort militaire du comité, en coopération avec le troisième détachement serbe du lieutenant bulgare Toma Davidov.
Le capitaine Petko voyvoda décède le 7 février 1900 d'un cancer de l'estomac et est enterré dans l'ancien cimetière central de Varna. Il faudra attendre 1937 sa dépouille soit transférée à l'emplacement actuel du cimetière central de Varna, après quoi sa famille en fit un tombeau familial. La ville de Varna lui a érigé un monument sur la place "Trakiya", devant le bâtiment des détachements thraces.

## Enfants
Le capitaine Konstantin Bozhkov, ami proche et biographe du capitaine Petko, a témoigné que le voïvode avait un fils prénommé Georgi, ainsi qu'une fille. Une étude de Zoya Nacheva (conservée aux archives de Smolyan) montre que le nom de la fille issue du premier mariage de Petko avec une Grecque du village de Maronya est Steliani. Le nom de la première femme de Petko et de la mère de Steliani n’est malheureusement pas documenté, mais il existe des hypothèses à son sujet : selon certains (dont Nikolay Khaytov), il sagirait d'Aspissia, une servante de la maison de Kalŭn Toma, qui avait prévenu la bande qu'il voulait les empoisonner, et selon la généalogie locale du village de Maronya, la mère de Steliani s'appelait Maria ou Eleni. Il y a actuellement des personnes vivant en Grèce qui se disent descendants du capitaine Petko voyvoda.

## La mémoire du voïvode

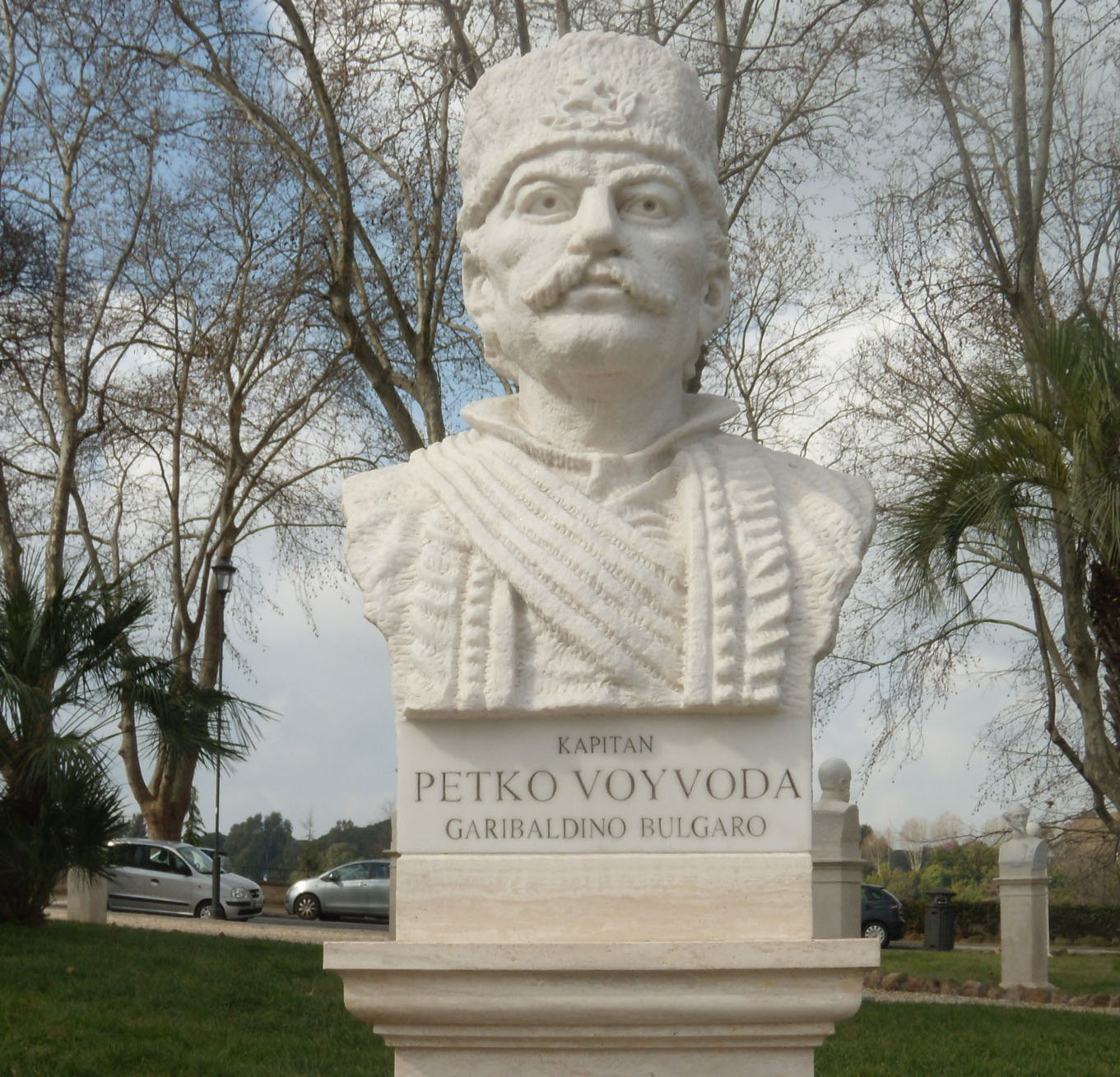
Buste du capitaine Petko à Rome

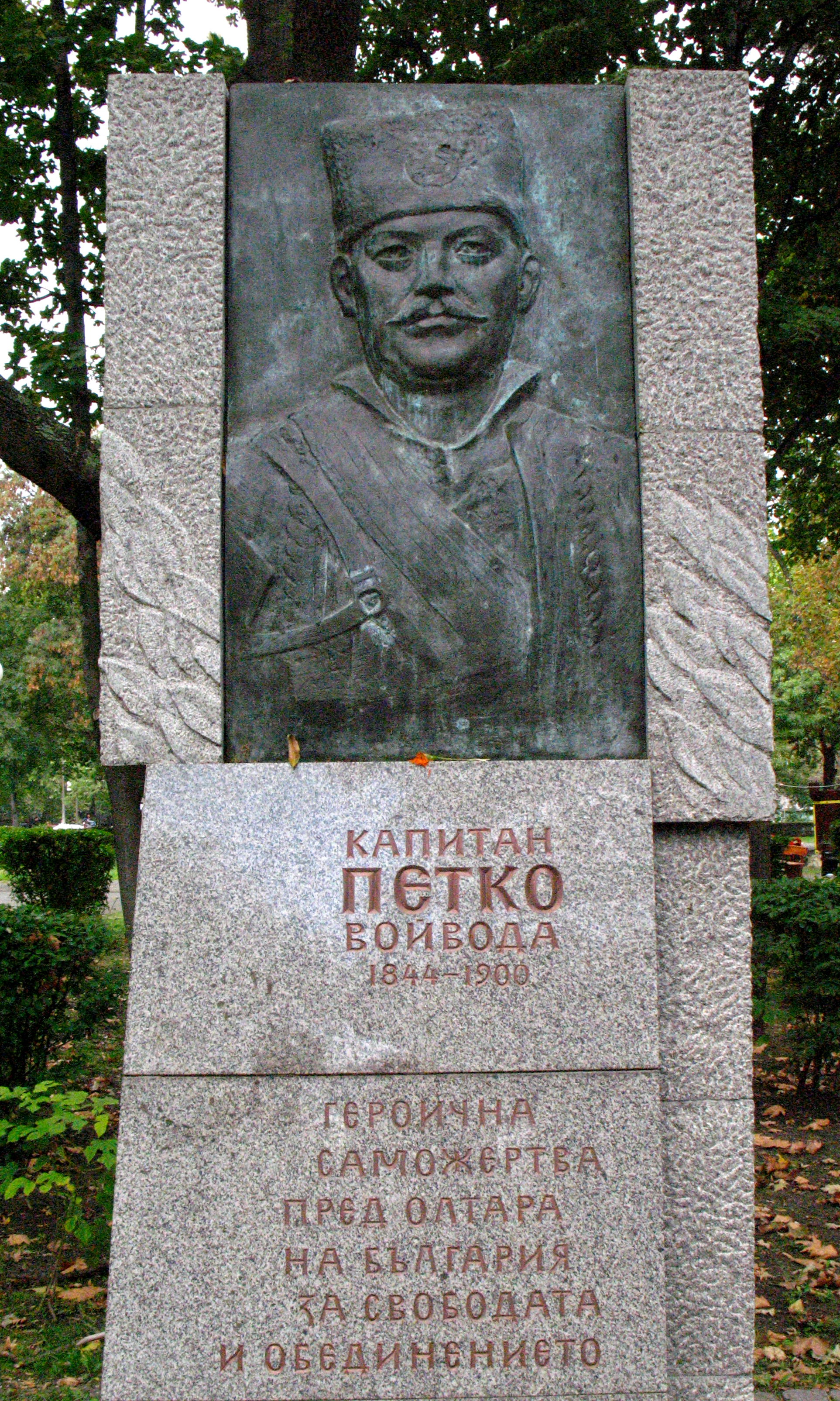
Monument à l'honneur du voïvode Petko à Bourgas

Le capitaine Petko possède plus de 22 monuments à son honneur en Bulgarie, notamment à Kardjali, Krumovgrad, Ivaylovgrad, Chepelare, Varna, Plovdiv, Stara Zagora, Assenovgrad, Bourgas et d'autres. Le plus impressionnant est celui de Haskovo, inauguré en 1955, œuvre de Stoyou Todorov. Dans des dizaines de villes et villages bulgares, il y a des rues qui portent le nom de ce héros, notamment à Svilengrad, dont l'un des grands quartiers s'appelle "Kapitan Petko voyvoda".
De nombreuses chansons folkloriques,,,, études et œuvres littéraires lui sont dédiées. Par exemple, le feuilleton biographique extrêmement populaire "Kapitan Petko voyvoda", basé sur un scénario de Nikolay Khaytov, a été créé en 1981. Réalisé par Nedelcho Chernev, il a comme opérateur Dimo Kolarov et comme acteur principal Vassil Mikhailov, dans le rôle de Petko.
Le poste frontière entre la Bulgarie et la Grèce au niveau de Svilengrad porte également son nom : "ГКПП Капитан Петко войвода" (poste frontière du capitaine Petko voyvoda).
Le pic Petko Voyvoda, situé sur l'île de Livingston, en Antarctique, a également été nommé en son honneur.
En 2004, dans son village natal d'Esými, un monument à son honneur a été inauguré. Il s'agit d'une œuvre du sculpteur bulgare de Kazanlak Velin Dechkov, construit avec les fonds de la Société thrace bulgare. Il est situé sur la propriété privée d'une famille grecque locale, dans la cour du pavillon de chasse "Safari", non loin du centre du village.
À l'occasion du 160e anniversaire de la naissance du voïvode, le 2 décembre 2004, un autre monument à son honneur a été inauguré sur la colline du Janicule à Rome, aux côtés de celui de Giuseppe Garibaldi. Il s'agit d'une œuvre du sculpteur bulgare Valentin Starchev.
Les archives personnelles du voïvode, constituées de documents et de correspondances liées à son activité révolutionnaire, sont aujourd'hui conservées aux archives historiques bulgares de la Bibliothèque nationale Saints-Cyrille-et-Méthode à Sofia. Dans le village-musée de Shiroka Laka, on peut voir le quartier général du capitaine Petko, qu'il a utilisé pendant les guerres de libération nationale. Dans le musée "Stoyu Shishkov", à Smolyan, est conservé un fusil Winchester "Yellow boy", modèle 1866. Découvert lors de la démolition de l'ancienne maison du curé Atanas Kelpetkov à Oustovo en 1923, il s'agit d'une arme dont Petko, après la dissolution de son détachement début 1879, lui fit don. D'abord conservé par le maître Petko Khristov, il a été remis au musée en 1952.

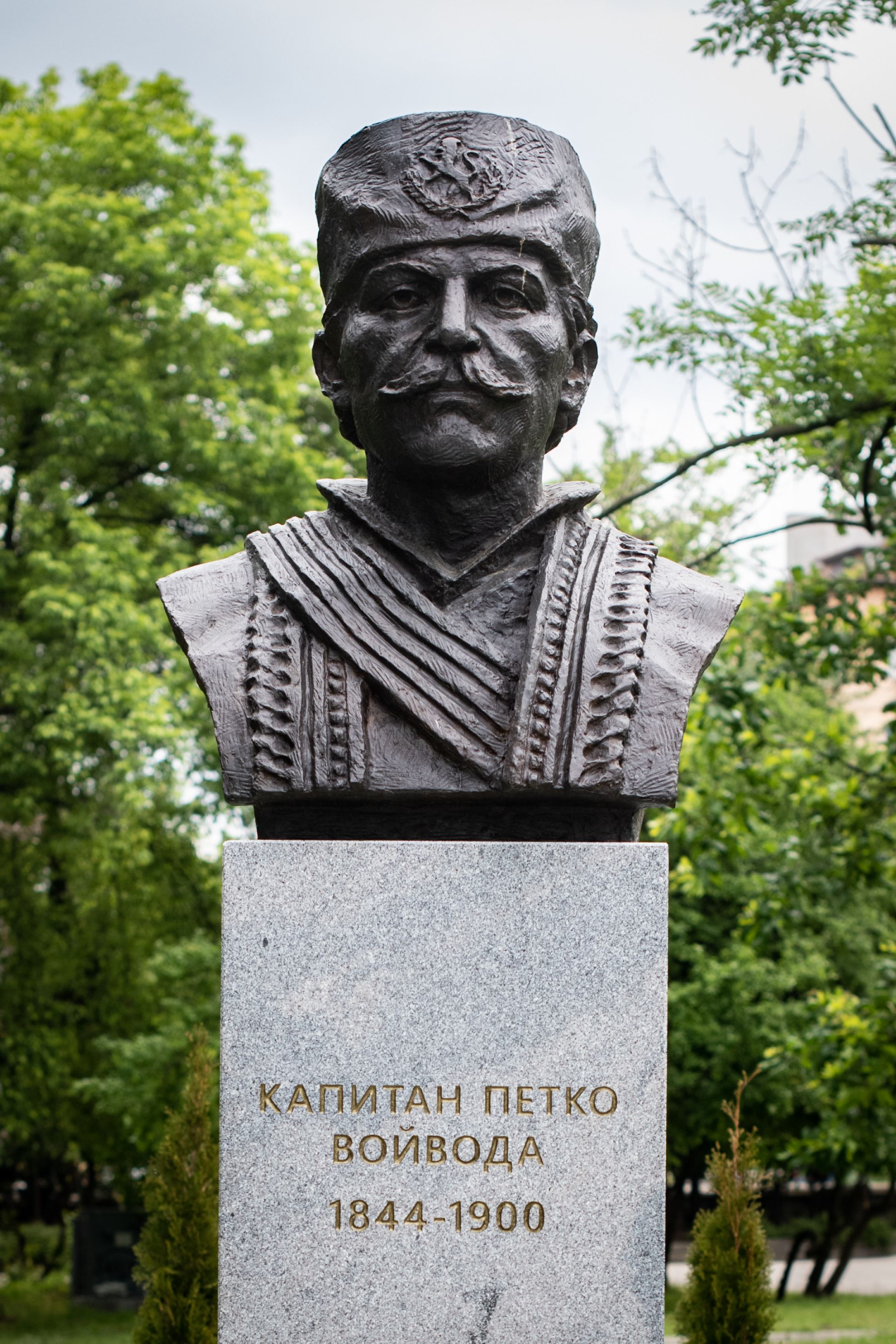
Buste de Petko voyvoda, à Sofia

## Littérature
- Le voïvode Petko. Collection. – Sofia, 1962.
- Capitaine Petko voïvoda : Documents et éléments sur l'enquête n° 13 de 1894 / Comp. : Borislav Dryanovski. - 1. éd. - Varna : SD "M3-60", 1994 - 143 p. - Décret p.
- Souvenirs et mémoire de la famille Karakirkov - la famille du capitaine Petko Voyvoda - auteur Penka Chakalova-Genève
- Tomalevski, Georges. La fontaine en marbre. Capitaine Petko Voivode Kiriyakov . Deux romans historiques. – Sofia : Renflement. écrivain, 1976
- Николай Хайтов, Капитан Петко войвода, София, Отечество,‎ 1981
- + Kirill, Patriarche de Bulgarie, « L'Exarchat bulgare et Odrinsko pendant la guerre russo-turque 1877 - 78 », éd. du Synode du BOC, 1969, pp. 248 et suiv.
- + Kirill, patriarche de Bulgarie, "Résistance contre le traité de Berlin, soulèvement de Kresna", Sofia, 1955
- Ivan Panayotov, "Saint Clair et Petko voïvoda dans le Livre bleu anglais", Sofia 1953. pp. 248 – 249, 285 – 286 et 483

## Remarques
1. ↑  Николай Хайтов, Стою Шишков, Филип Симидов и Кирко Каракиров – основни източници за Петко Войвода
2. ↑  Свободен гражданин - седмичник на Варненското либерално бюро / Ред. Петър Хр. Генков - Варна / No. 23, 31/12/1896, стр.2-3
3. ↑  Документална изложба за Капитан Петко войвода
4. ↑  Варненски общински вестник - седмичник на Варненското градско общинско управление / брой 14, 15/05/1899, стр.1
5. ↑  Борислав Дряновски, « Стамболов разпорежда изтезания за Капитан Петко войвода »,‎ 23 février 2022 (consulté le 18 mai 2022)
6. ↑  « Потомката на Капитан Петко войвода Пенка Чакалова-Генева: Няма бъдеще оня народ, който не знае миналото си » [интервю], burgasart.com,‎ 4 février 2016 (consulté le 18 mai 2022)
7. ↑  Паметник на Петко Войвода – Варна бул. Владислав Варненчик
8. 1 2  Андрей Велчев, « Откриха неизвестна дъщеря на Капитан Петко Войвода »
9. ↑  Петко в Мароня царува
10. ↑  Из равна земя тракийска за Българско ще се бием
11. ↑  Славей пиле пее за Петко войвода
12. ↑  Петко льо капитанине
13. ↑  « Музей в който се съхранява пушката, локация »
14. ↑  « Статия със снимка »
15. ↑  Пламен Христов, « Хронология, цитат от сайта на БНР »,‎ 1er mars 2019 (consulté le 10 novembre 2022)